# Doktor Ox
Doktor Ox (1874, Le docteur Ox) je povídková sbírka francouzského spisovatele Julesa Verna. Povídky a novely z této sbírky autor do svého cyklu Podivuhodné cesty (Les Voyages extraordinaires) nezařadil, přesto je dnes zejména titulní novela mnohdy v rámci tohoto cyklu samostatně vydávána.
Sbírka obsahuje tyto tituly:
- Doktor Ox (1872, Une fantaisie du docteur Ox),
- Mistr Zachariáš (1854, Maître Zacharius),
- Drama ve vzduchu (1851, Un Drame dans les Airs),
- Zajatci polárního moře (1855, Un Hivernage dans les Glaces),
- Čtyřicátý francouzský výstup na Mont Blanc (1874, La quarantieme ascension française du Mont-Blanc).

## Doktor Ox

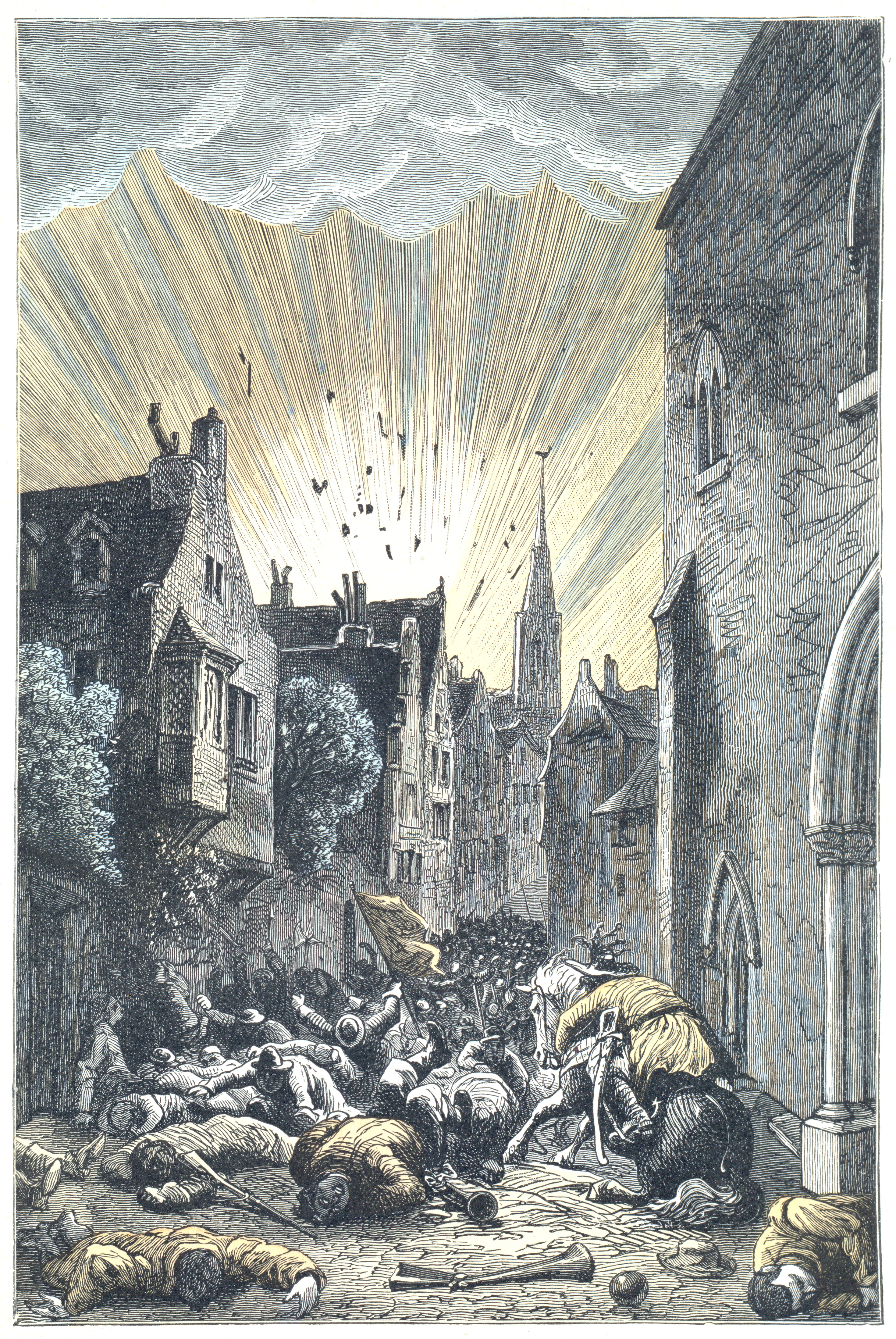
Doktor Ox, původní ilustrace dánského malíře Lorenze Frølicha (1820–1908)

Úvodní novela sbírky, napsaná roku 1872, vypráví fantaskní historku o vynálezci, který nabízí vlámskému městečku Quiquendone, „nezaznamenaného na žádných mapách“, zavést zdarma do všech domácností kyslíkovodíkové osvětlení. Ve skutečnosti však chce doktor Ox se svým asistentem Ygenem učinit vědecký pokus a nasytit ovzduší ve městečku kyslíkem (jména protagonistů jsou žertovnou narážkou na francouzské slovo pro kyslík – oxygène). To se mu skutečně podaří, vegetace se začne rychleji rozvíjet, ale také lidé jednají prudčeji a energičtěji než dříve. Vdechování kyslíku způsobí, že se z pokojných, flegmatických a nesmírně pomalých obyvatel stávají lidé podráždění, hašteřiví a výbušní. Klidné ospalé městečko se tak v kyslíkovém opojení postupně změní v místo, kde každý baží po krvi bližních. Pouze nenadálý výbuch Oxovy plynárny zabránil velkému krveprolití, protože quiquendonští se dokonce rozhodli kvůli maličkému problému, starému několik set let, pro válku se sousedním městečkem. V nastalém zmatku po výbuchu doktor Ox i Ygene zmizí a městečko se vrátí do svého ospalého poklidu.
Lehce satirický příběh měl poměrně slušný úspěch a roku 1877 podle něho francouzský skladatel Jacques Offenbach složil stejnojmennou komickou operu.

## Mistr Zachariáš

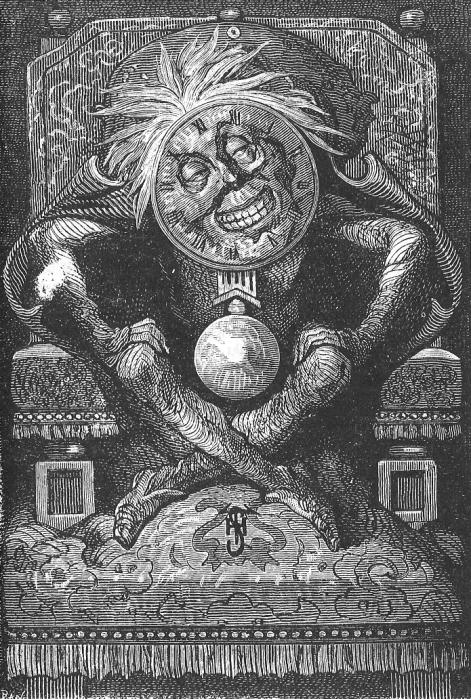
Mistr Zachariáš, původní ilustrace Théophila Schulera (1821–1878)

Novela, prvně publikovaná roku 1854 v časopisu Musée připomíná svým obsahem i formou strašidelné příběhy amerického básníka Edgara Allana Poea, kterého si Verne velmi vážil. Její plný název zní Maître Zacharius ou l'horloger qui a perdu son âme (Mistr Zachariáš aneb hodinář který ztratil svou duši).
Příběh se odehrává na přelomu 17. a 18. století v Ženevě, kde je introvertní a podivínský mistr Zachariáš hodinářem. Ve svém domě, postaveném na malém ostrově u výtoku Rhôny z Ženevského jezera, žije osamoceně se svým tovaryšem Aubertem, dcerou Gerande a starou hospodyní. Aubert a Gerande se do sebe zamilují a plánují vstoupit v blízké budoucnosti společně do stavu manželského. Zachariášovy výrobky vynikají vysokou přesností i krásou a dají se označit za malá umělecká díla. Mistr Zachariáš je také na své výtvory, které mu zajišťují život v blahobytu, nesmírně pyšný. Prohlašuje, že díky jeho genialitě se neživý materiál probouzí k životu, a v tom se vidí dokonce roven Bohu. Náhle podivně onemocní a ztrácí svou životní sílu. A jak chřadne, přestávají postupně fungovat i všechny jím sestrojené hodiny, jako kdyby byly částí jeho umírající duše. Zákazníci mu je postupně vrací a chtějí zpět peníze, což má za následek jeho zchudnutí. Podle knihy objednávek mistr Zachariáš zjistí, že už zbývají jen jediné hodiny, které mu nebyly ještě vráceny, a dojde k přesvědčení, že jeho život je s těmito hodinami spojen. Rozhodne se proto, že je musí vidět. Vydá se proto na zámek Andermatt, kde jsou hodiny umístěny. Auvert se svou snoubenkou Gerande jej následují. Na zámku stařec šílí štěstím že objevil hodiny ještě funkční, a chce se jich zmocnit. Hodiny jsou však ve vlastnictví podivného zlého mužíčka Pittonaccia. Ten je mistru Zachariášovy slíbí, pokud dostane jeho dceru za ženu. Aubert a Gerande dojdou k závěru, že to musí být služebník samotného ďábla. V tom hodiny prasknou, mistr Zachariáš zemře a Pittonaccio se s rouháním propadne do země.

## Drama ve vzduchu

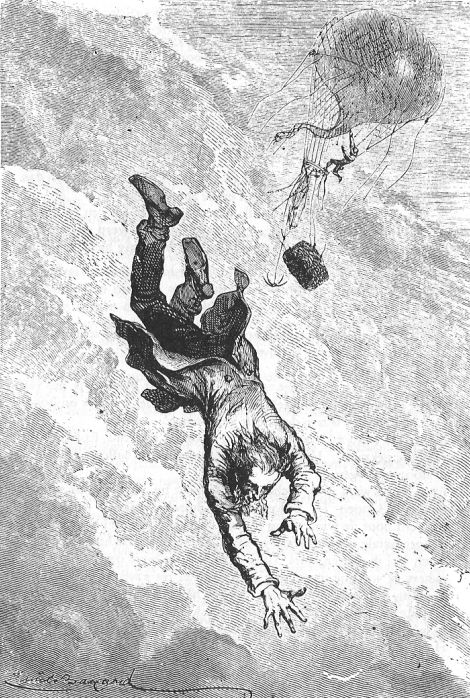
Drama ve vzduchu, původní ilustrace Émila-Antoineho Bayarda (1837–1891)

Tuto povídku napsal Jules Verne roku 1851 pod názvem Un Voyage en Ballon (Cesta v balónu) a je to jeho první příběh, který se týká létání. Autor v něm popisuje muže, který se živí tím, že na výročních trzích v různých německých a nizozemských městech bere do svého balónu za úplatu cestující. Ve Frankfurtu se však dostane do nečekaných problémů. Když se jeho cestující se nedostavili na místo startu, rozhodl se aeronaut podniknout let balónem sám, neboť to byl zároveň slavnostní bod programu. V poslední sekundě před startem mu do gondoly skočí neznámý muž, ze kterého se vyklube sebevražedný šílenec. Jeho záměrem je dostat balón co nejvýše. Přes odpor majitele balónu vyhází z gondoly veškerou zátěž a v závratné výšce se rozhodne odříznout od sítě balónu i gondolu a pokračovat v dalším letu zavěšený v lanech. Rozpoutá se zoufalý souboj, při kterém šílenec z gondoly vypadne, ale těsně před tím se mu jí podaří skutečně odříznout. Majitel balónu zavěšený v lanech sítě se pak šťastně dostane zpět na zem.

## Zajatci polárního moře

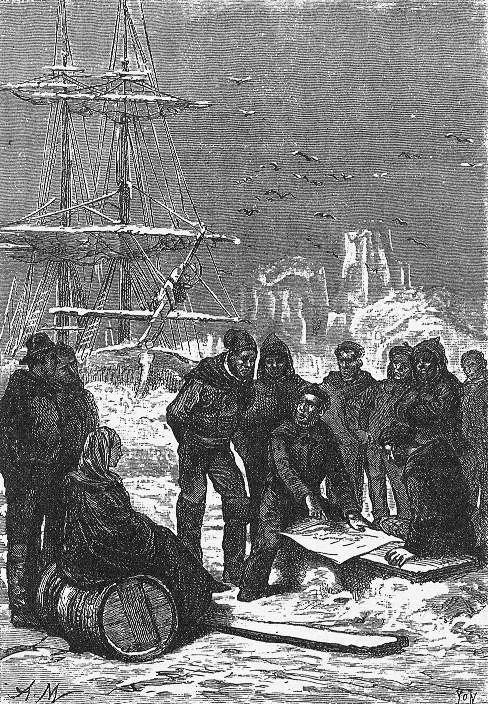
Zajatci polárního moře, původní ilustrace Adriena Marieho (1848–1891)

Povídka, prvně publikovaná roku 1855 v časopisu Musée, jejíž francouzský název zní v překladu Přezimování mezi ledy, popisuje výpravu do Severního moře, kterou zorganizoval starý lodník Jan Cornbutte na záchranu svého syna Ludvíka. Ten se nevrátil z plavby lodě Jeune-Hardie, protože se společně se dvěma dalšími členy posádky ztratil, když všichni tři odpluli v šalupě na místo, odkud zachytili nouzový signál. Na záchranné výpravě doprovázejí Jana Cornbutta snoubenka jeho syna Marie a také první důstojník z Jeune-Hardie, André Vasling, který je ale Ludvíkovým sokem v lásce.
Výprava nejprve pátrá v okolí Faerských ostrovů, poté propátrá celé západní norské pobřeží až po Bodø a nakonec zamířili k Brewsterskému mysu, který leží na sedmdesáté rovnoběžce východního pobřeží Grónska, kam podle předpokladů mohli ztracené námořníky zahnat mořské proudy. Zde se jim podaří trosečníky skutečně nalézt, ale Vasling se projeví jako skutečný zloduch. Aby získal Marii po sebe, hodlá Ludvíka zavraždit. Při jejich vzájemném souboji jsou však oba napadeni ledním medvědem, který Vaslinga zabije. Bohužel výpravu nepřežil ani starý Jan Cornbutte, který záchranu svého syna zaplatil životem.

## Čtyřicátý francouzský výstup na Mont Blanc

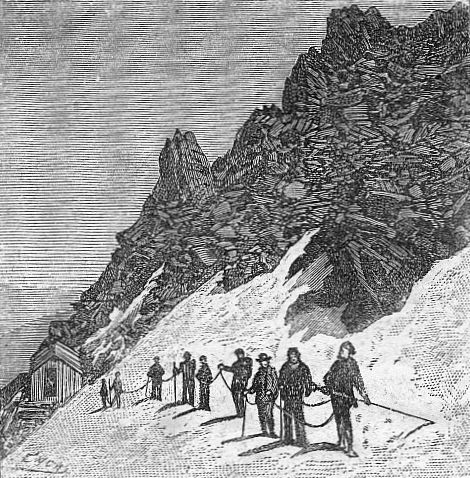
Čtyřicátý francouzský výstup na Mont Blanc, původní ilustrace Edmonda Yona (1836–1897)

Jde o cestopisnou črtu Vernova staršího bratra Paula (1829–1897) z roku 1874. Paul Verne byl námořní kapitán u francouzského obchodního loďstva a znamenal pro svého slavného bratra významnou poradenskou oporu. Výstup na Mont Blanc byl ve své době nesmírně obtížnou záležitostí, skutečným dobrodružstvím, při němž účastníci riskovali život. Verne proto dobře věděl, proč bratrův text do sborníku svých vlastních prací zařadil.

## Česká vydání
- Doktor Ox, Jan Otto, Praha 1877, přeložil Loius Schmidt, časopis Paleček, 5.ročník (č. 1-11),
- Doktor Ox, Jan Otto, Praha 1877, přeložil Loius Schmidt, znovu 1885 a 1893. Dostupné online.
- Zimní pobyt v ledovém moři, Jan Otto, Praha 1877, přeložil I. H, znovu 1882, 1886 a 1895.
- Drama v oblacích, Alois R. Lauermann, Praha 1884,
- Doktor Ox a jiné povídky, Alois Hynek, Praha 1911,
- Doktor Ox a jiné práce, Eduard Beaufort, Praha 1913, přeložil Karel Volný,
- Doktor Ox, SNDK, Praha 1955, přeložil Václav Netušil,
- Zajatci polárního moře, SNDK, Praha 1960, obsaženo v souboru dobrodružných povídek a novel Mys dobré naděje, znovu 1963.
- Honba za meteorem a Doktor Ox, SNDK, Praha 1966, přeložil Václav Netušil,
- Doktor Ox & spol., Mustang, Plzeň 1995,
- Doktor Ox, Návrat, Brno 2001, přeložil Vítězslav Unzeitig.
- Mistr Zacharius, Návrat, Brno 2002, přeložil Vítězslav Unzeitig, obsaženo ve svazku s názvem Martin Paz.